# 軍艦少年
『軍艦少年』（ぐんかんしょうねん）は、柳内大樹による日本の漫画。『週刊ヤングマガジン』にて2012年21・22合併号から51号まで連載された。
軍艦島が見える長崎の街にて、愛する家族を喪った父子のすれ違いと再生を描く。
2021年に映画版が公開。同年12月には単行本を1冊にまとめた新装版が刊行。表紙のイラストは柳内による描きおろしで、漫画の主人公である坂本海星とはヘアスタイルや顔立ちが異なる「実写版で主演の佐藤寛太が演じた海星」が描かれている。

## 登場人物
坂本海星（さかもと かいせい）
軍艦島が見える街で育った少年。父親との2人暮らしだが、常にいざこざが絶えない。
坂本玄海（さかもと げんかい）
海星の父親で、小さなラーメン屋を営んでいる。幼なじみの妻を喪って以降は酒浸りの日々を送っている。

## 書誌情報
- 柳内大樹『軍艦少年』 講談社〈ヤンマガKCスペシャル〉、全2巻
  1. 2013年1月4日発売[講 1]、ISBN 978-4-06-382207-6
  2. 2013年1月4日発売[講 2]、ISBN 978-4-06-382251-9
- 柳内大樹『新装版 軍艦少年』 講談社〈KCデラックス〉、2021年12月6日発売[6][講 3]、ISBN 978-4-06-526350-1

## 映画
2021年12月10日に公開。父子役で佐藤寛太と加藤雅也が共演する。PG12指定。

### キャスト
- 坂本海星：佐藤寛太
- 坂本玄海：加藤雅也
- 結：山口まゆ
- 純：濱田龍臣
- 柾木玲弥
- テツ：一ノ瀬ワタル
- 花沢将人
- 高橋里恩
- 武田一馬
- 野母崎巌：赤井英和
- 泉：清水美沙
- 坂本小百合：大塚寧々

### スタッフ
- 原作：柳内大樹『軍艦少年』（講談社『ヤンマガKCスペシャル』刊）
- 監督：Yuki Saito
- 脚本・企画・プロデュース：眞武泰徳
- 劇中画：柳内大樹
- 主題歌：卓真「軍艦少年」（UNIVERSAL MUSIC）
- プロデューサー：小出由佳、河野正人
- エグゼクティブプロデューサー：吉田正大、渡邊貴史
- コープロデューサー：佐々木卓
- 撮影：Yohei Tateishi
- 照明：高井大樹
- 録音・整音：小林圭一
- 美術・装飾：岩本智弘
- スタイリスト：岡田敦之、嶋崎槙人
- ヘアメイク：花村枝美
- アクション監督：鈴村正樹
- 音楽：戸田信子
- 編集：古川達馬
- 音響効果：松浦大樹
- オンライン編集・カラリスト：宮下蔵
- 助監督：逢坂元
- 制作担当：日出嶋伸哉
- スチール：井上塁
- メイキング：八重樫風雅
- 協賛：エクシア・デジタル・アセット
- 配給：ハピネットファントム・スタジオ
- 制作プロダクション：エノン
- 制作協力：オフィスアッシュ
- 製作：『軍艦少年』製作委員会

### 講談社コミックプラス
以下の出典は講談社コミックプラスの記事に基づく。書誌情報の出典としている。
1. ↑  “『軍艦少年（1）』（柳内大樹）”. 講談社コミックプラス. 講談社. 2021年8月31日閲覧.
2. ↑  “『軍艦少年（2）』（柳内大樹）”. 講談社コミックプラス. 講談社. 2021年8月31日閲覧.
3. ↑  “『新装版 軍艦少年』（柳内大樹）”. 講談社コミックプラス. 講談社. 2021年12月6日閲覧.